# Woo Bum-Kon
 (février 2023).
Si vous disposez d'ouvrages ou d'articles de référence ou si vous connaissez des sites web de qualité traitant du thème abordé ici, merci de compléter l'article en donnant les références utiles à sa vérifiabilité et en les liant à la section « Notes et références ».
Dans ce nom coréen, le nom de famille, Woo, précède le nom personnel.
Woo Bum-Kon (en coréen 우범곤), né le 24 février 1955 à Pusan et mort le 27 avril 1982 dans le district de Uiryeong, est un policier sud-coréen connu pour être le responsable de la plus grande tuerie de masse de l'histoire moderne commise par un seul auteur, et reste la troisième plus meurtrière, n’étant dépassée plus tard que par les attentats d'Oslo et d'Utøya et la fusillade de Las Vegas. Cette tuerie est connue aujourd'hui sous le nom de massacre d’Uiryeong, c'est également la perte délibérée de vie la plus meurtrière de l’histoire de la Corée du Sud jusqu’à l'incendie du métro de Daegu en 2003.
Entre le 26 et le 27 avril 1982, Woo Bum-Kon assassine 57 personnes et en blesse 33 autres dans plusieurs villages du District de Uiryeong, de la province du Gyeongsang du Sud à l'aide de deux carabines semi-automatiques M1 calibre 30 ainsi que sept grenades et environ cent quatre-vingts cartouches. Il se donne la mort dans la matinée du 27 avril en se faisant exploser à l’aide de deux grenades.

## Biographie

### Enfance et adolescence
Woo Bum-Kon naît le 24 février 1955, à Choryang-dong dans la région de Pusan, en Corée du sud. Il est le troisième d'une fratrie de quatre garçons, d’un officier de police. Son enfance s'est plutôt bien passé et sous l’influence de son père, souhaite lui-même devenir policier. Cependant, après être entré au collège, il devient introverti et perd tout intérêt pour ses études, à tel point qu'il fait partie des pires élèves au lycée, se classant 63e sur 65 élèves au moment de l’obtention du diplôme.
Très peu de temps avant la remise des diplômes, son père tombe gravement malade et meurt d'un cancer du côlon, Woo Bum-Kon en est dévasté et son assiduité en cours se dégrade encore plus. En réaction, il commence à développer une certaine violence et agressivité, et d'abord contre lui-même, puisqu'il commence à se mutiler. Woo Bum-Kon entre à l'université peu après, mais n'achève pas son cursus et n'obtient pas son diplôme d'études supérieures.

### Carrière militaire
Le service militaire étant obligatoire en Corée du Sud, c'est à ce moment-là qu'il s'engage dans l'armée et rejoint le corps des marines, où il se découvre un talent particulier pour le tir de précision, à tel point qu'il obtient sa certification de tireur d'élite.
En 1981, après sa sortie de l'académie, Woo Bum-Kon prend ses fonctions de policier au commissariat de Gamman dans le district de Pusan. Là, il se montre particulièrement violent avec les suspects qu'il auditionne, les frappant très souvent.
Assez rapidement, en avril 1981, très probablement grâce à ses talents de tireur d'élite, Woo Bum-Kon est transféré à Séoul où il intègre la prestigieuse école de sécurité, qui est chargée de la garde en extérieur du Cheong wa dae (la maison bleue), à Séoul
Après seulement six mois de travail, il finit par être exclu du corps de sécurité de la maison Bleue, une exclusion en rapport avec son tempérament : il est jugé inapte au travail. Après son transfert, il a été surnommé le "Tigre Fou" en raison de son mauvais comportement.

## Massacre d’Uiryeong

### Déroulement
Dans l'après-midi du 26 avril 1982, après son déjeuner, Woo Bum-Kon se repose, et alors qu'il est dans un sommeil profond, sa petite amie, Chun Mal Soon, remarque qu'une mouche s'est posée sur sa poitrine ; elle va frapper la mouche, ce qui réveille Woo Bum-Kon. Une altercation s'ensuit avec sa petite amie qu'il frappe violemment. En colère, Woo Bum-Kon quitte son domicile et se rend au poste de police, où il s'enivre au whisky de 16 h à 19 h.
Aux alentours de 19 h, Woo se rend à son domicile où a alors lieu une violente dispute avec sa petite amie qui se marque par une grande violence, puisque de nombreux meubles sont détruits. Par la suite, l’homme, ivre, retourne au poste de police et se rend dans l’arsenal sans que ses collègues ne s’en rendent compte. Il récupère plusieurs armes, dont deux carabines M1, 144 à 180 cartouches et sept grenades à main.
Vers 21 h 30, Woo Bum-Kon abat sa première victime, un jeune homme de 26 ans qu’il croise par hasard. Il se rend ensuite dans le bureau de poste local, ou il tue trois opératrices téléphoniques, il coupe également les lignes téléphoniques pour empêcher les survivants de contacter les services d’urgences. Il se rend ensuite à Torongni, où il lance une grenade et tire sur des passants sur le marché, tuant six personnes. Plutôt satisfait de son carnage, Woo Bum-Kon se rend chez sa petite amie, Chun Mal-Soon, et lui tire dessus. Elle finit par survivre après quelques jours à l'hôpital.
Woo Bum-Kon se rend ensuite dans le village d’Ungye, où il tue 18 personnes. Vers 22 h 50, le tireur se rend dans une maison située à Pyongchon-Ni où une veillée funèbre est en cours. Il a eu connaissance de cet événement grâce à sa position dans les forces de l'ordre locales. Il prétend être à la recherche d'un espion nord-coréen, et être là pour les protéger d'une possible attaque. Un peu plus tard, alors qu'il est assis en train de boire, un individu arrive, tapote sa carabine et lui dit que ses munitions ont l'air fausses, ce qui a pour effet d'agacer Woo Bum-Kon. Il finit par tuer douze personnes dans la maison et huit autres dans les rues, laissant ainsi un total de 24 morts.

### Réponse policière et mort du tireur

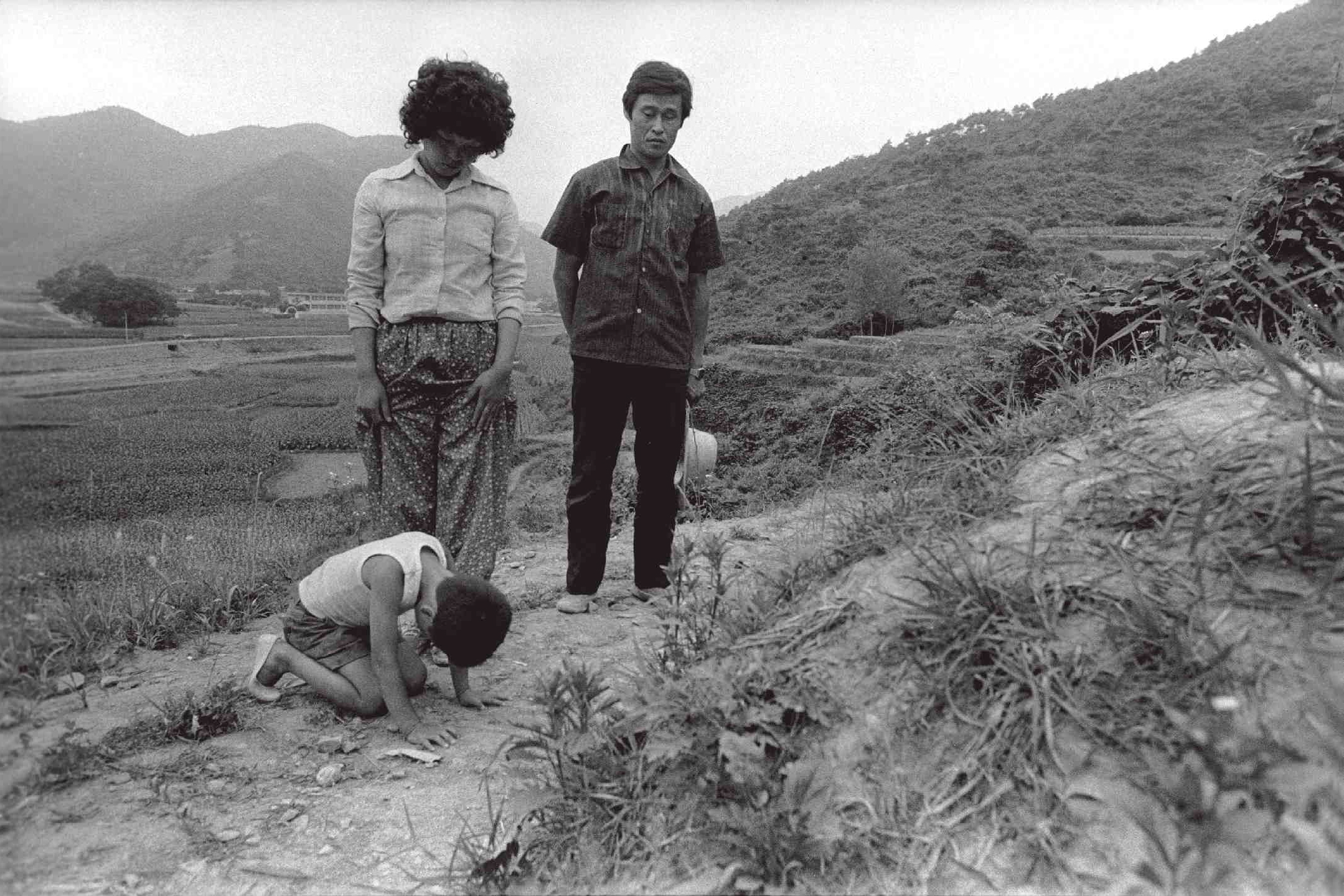
Un enfant sud-coréen pleure après avoir perdu sa famille dans le massacre.

Bien que la police soit alertée une heure après le début de l’action de Woo, il leur faut une heure pour rassembler une équipe de 37 agents, qui partent à la recherche du tireur. Deux heures plus tard, la police retrouve la trace de Woo Bum-Kon, Il se cache dans une maison appartenant à un fermier nommé Suh In-Su et le prend en otage, lui et sa famille.
Lorsque la police arrive pour l’arrêter, Woo dégoupille deux grenades à l'intérieur de la maison, tuant quatre personnes, trois membres de la famille et lui-même. Au total, le massacre de Woo fait 57 morts et 35 blessés. Certaines personnes qui sont envoyées à l'hôpital y meurent ultérieurement, amenant le total de victimes à 62 morts.
Cette tragédie est la pire fusillade du pays à ce jour. À l’époque, l’incident est même entré dans le Livre Guinness des records. Cette catégorie est supprimée à partir des années 1990, afin de ne pas donner de mauvaises idées à certaines personnes voulant battre le record de Woo Bum-Kon.

## Conséquences
Le ministre de l'Administration publique et de la sécurité sud-coréen, Suh Chung Hwa, et le chef de la police nationale, An Eung Mo, démissionnent de leurs postes pour n'avoir pas été capables d'empêcher les meurtres de Woo Bum-Kon.
Également, le gouvernement sud-coréen a également décidé de verser des indemnités aux victimes d'une somme de 27 000 ₩ et aux familles touchées par le massacre.
En avril 2022, il a été annoncé qu’une tour commémorative serait construite pour les victimes du massacre.